# Pesce abissale

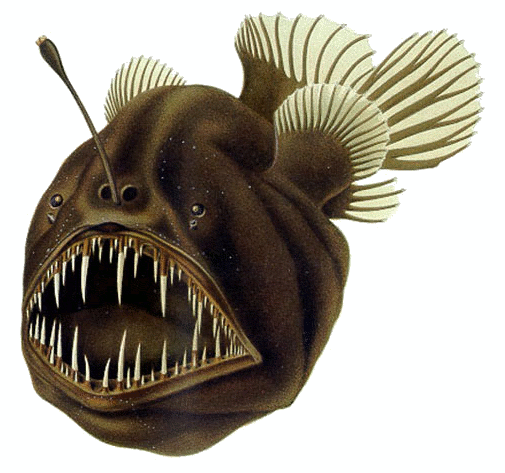
Melanoceto

Pesce abissale è un nome comune generico delle specie di pesci diffuse nelle profondità marine e oceaniche. In questa categoria (che non ha valore tassonomico) rientrano i pesci lanterna.

## L'ambiente
L'ambiente abissale, secondo la classificazione ecologica degli ecosistemi inizia da circa 200 metri di profondità, dove, in genere, si ha la fine della scarpata continentale e l'inizio della piana abissale e dove la quantità di luce che arriva non è più sufficiente a sostenere la fotosintesi clorofilliana (produzione primaria). L'ecosistema del mare profondo è dunque completamente dipendente dalla "pioggia" di rifiuti e sostanze organiche che scendono dall'alto.
A profondità ancora più elevate, al buio e alla carenza di cibo si aggiungono pressioni elevatissime (la pressione aumenta di 1 atm ogni 10,33 metri di profondità), freddo (la temperatura sul fondo degli oceani raramente si discosta da 0 °C) e la scarsissima densità di popolazione, che rende difficoltoso l'incontro dei sessi nel periodo della riproduzione. In compenso l'ambiente del mare profondo è straordinariamente stabile, con temperature assolutamente costanti durante l'anno.

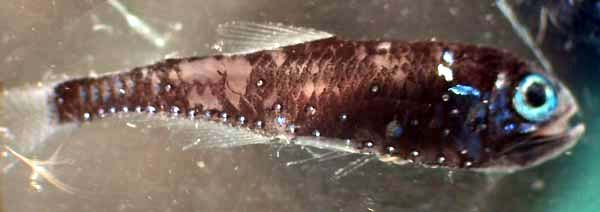
Larva di un pesce lanterna di specie non identificata

## Adattamenti
Le peculiarità e le severità ecologiche dell'ecosistema abissale richiedono adattamenti profondi alle specie di pesci che qui vivono.
Generalmente il cibo è scarso alle grandi profondità e quindi deve essere sfruttata al massimo ogni occasione per nutrirsi: da qui i denti spaventosi, le bocche enormi e l'aspetto grottesco di specie come Melanocetus johnsonii, Chauliodus macouni o Idiacanthus. Lo stesso problema alimentare fa sì che molti pesci abbiano bocche e stomaci estensibili che li rende capaci di inghiottire perfino prede più grandi di loro come avviene in Saccopharynx flagellum o nel noto Chiasmodon niger.
Altri pesci, come l'Eurypharynx pelecanoides, hanno evoluto bocche enormi. Quest'ultimo, nello specifico, è un predatore che caccia principalmente cefalopodi, invertebrati e pesci.
La scarsa quantità di luce presente alle medie profondità fa sì che molte specie abbiano evoluto occhi telescopici rivolti verso l'alto con cui possono vedere le prede stagliarsi contro il debole chiarore proveniente dall'alto come accade in Dolichopteryx binocularis e altri Opisthoproctidae o in Gigantura.
Uno degli adattamenti più noti al buio degli abissi è la presenza di fotofori, ovvero di organi in grado di produrre luce. Sono presenti in quasi tutte le specie di pesci di profondità e hanno sia funzioni di riconoscimento intraspecifico (come avviene, ad esempio, nei Myctophidae) sia di "esca" per attrarre le prede come nei Ceratiidae.
Altri adattamenti riguardano la riproduzione e data la scarsissima densità di popolazione l'incontro tra i sessi è molto difficile. Alcuni Lophiiformes hanno risolto il problema in maniera sorprendente: in queste specie infatti il maschio, una volta trovata una femmina, si fissa con i denti al suo ventre e diventa un vero e proprio parassita mettendo in collegamento il suo sistema circolatorio con quello della partner che, a questo punto, deve provvedere al sostentamento di entrambi.
Talvolta anche più di un maschio si attacca alla stessa femmina: essi sono molto più piccoli rispetto a questa, essendo lunghi pochi centimetri.
Data la scarsità di calcio nelle acque profonde (il carbonato di calcio diventa solubile in acqua a pressioni molto elevate) spesso le ossa dei pesci abissali sono sottili e decalcificate.
Molte specie hanno inoltre prolungamenti filamentosi dei raggi delle pinne, con funzioni tattili e di orientamento nell'oscurità.

## Specie a rischio
Degli scienziati canadesi hanno trovato 5 specie a rischio tra i pesci abissali, ma di certo sono molte di più. Quasi tutte sono indicate dall'IUCN con stato di conservazione "DD" (mancanza di dati).

## Pesci abissali di acqua dolce
Alcune specie di pesci vivono in laghi molto profondi, come il Lago Bajkal o i Grandi Laghi del Nord America e hanno evoluto caratteristiche simili a quelle dei pesci marini di profondità (famiglie Abyssocottidae, Comephoridae e Cottocomephoridae).

## Squali abissali
Alcune specie di squali adattate alla vita in ambienti abissali sono i Somniosus (4-5 specie, tutte col muso breve e arrotondato, pinna caudale con un lobo inferiore e due piccole pinne dorsali), il piccolo Squaliolus laticaudus (la seconda specie di squalo più piccola), l’Etmopterus, dotato di bioluminescenza, e l’Isistius brasiliensis (in grado, nonostante le piccole dimensioni, di attaccare tonni e squali più grandi). 
Altre specie di squali che vivono negli abissi oceanici sono Chlamydoselachus anguineus e Mitsukurina owstoni.

## Specie celebri
Ecco l'elenco di alcune tra le specie più celebri, raffigurate e quindi note:
- Melanocetus johnsonii
- Cryptopsaras couesii
- Thaumatichthys binghami
- Alepisaurus ferox
- Squaliolus laticaudus
- Chaenophryne quasiramifera
- Dolichopteryx binocularis
- Stomias boa
- Chiasmodon niger
- Bathypterois longipes
- Lycodes cortezianus
- Bufoceratias shaoi
- Lophius budegassa
- Lophius piscatorius
- Chaenophryne longiceps
- Macropinna microstoma
- Polyipnus triphanos
- Melanostomias bartonbeani
- Etmopterus spinax
- Saccopharynx flagellum
- Eurypharynx pelecanoides
- Lampris guttatus
- Borophryne apogon
- Himantolophus groenlandicus
- Ceratias holboelli
- Idiacanthus antrostomus
- Haplophryne mollis
- Chauliodus sloani
- Psychrolutes marcidus
- Thaumatichthys binghami
- Photoblepharon palpebratus
- Bathypterois grallator
- Chimaera monstrosa
- Chimaera cubana
- Isistius brasiliensis
- Argyropelecus hemigymnus
- Centrophryne spinulosa
- Himantolophus appelii
- Diceratias trilobus
- Bufoceratias wedli
- Melanocetus eustales
- Lasiognathus amphirhamphus
- Malacosteus niger
- Anoplogaster cornuta
- Chlamydoselachus anguineus
- Mitsukurina owstoni
- Coccorella atrata
- Albatrossia pectoralis
- Abyssobrotula galatheae
- Eptatretus stoutii
- Regalecus glesne
- Holcomycteronus profundissimus